# 张常荣
张常荣（1963年8月—），黑龙江宾县人。男，汉族。1985年7月参加工作，1985年7月加入中国共产党。黑龙江商学院商业经济专业毕业，黑龙江大学经济学专业硕士学位。中华人民共和国政治人物。

## 生平
1981年9月，任黑龙江商学院商业经济专业学生。1985年7月，任黑龙江商学院成人教育部教师。1988年7月，任黑龙江商学院成人教育部教务科副科长。1992年3月，任黑龙江商学院成人教育部教务科科长。
1992年6月，任黑龙江省计划委员会综合处主任科员。1993年4月，任黑龙江省计划委员会办公室主任科员、党组秘书。1996年7月，任黑龙江省计划委员会办公室副主任兼党组秘书。2000年4月，任黑龙江省计划委员会人事处处长。2000年6月，任黑龙江省发展计划委员会人事处处长。2001年5月，任黑龙江省发展计划委员会投融资处处长。2004年2月，任黑龙江省发展和改革委员会副巡视员（2006年9月至2009年6月，在黑龙江大学经济学专业学习，研究生毕业，获硕士学位）。2010年7月，任黑龙江省发展和改革委员会正厅级干部（黑龙江省援疆干部领队兼前方指挥部总指挥，2010年9月任中共新疆阿勒泰地委副书记）。2014年1月，任中共鹤岗市委副书记、市纪委书记（正厅级）。2015年3月，任中共鸡西市委副书记，市政府代市长、党组书记（2015年6月正式当选）。2018年7月，任中共鸡西市委书记。2021年，任中共黑龙江省委副秘书长、省直机关工委常务副书记。
2016年1月19日，黑龙江省第十二届人大常委会第二十四次会议补选为第十二届全国人民代表大会代表。2018年2月24日，当选为第十三届全国人大代表。